# Bjernede Sogn
Bjernede Sogn er et sogn i Ringsted-Sorø Provsti (Roskilde Stift).
Bjernede Sogn var siden 1574 anneks til Slaglille Sogn. Begge sogne hørte til Alsted Herred i Sorø Amt. Slaglille-Bjernede sognekommune blev ved kommunalreformen i 1970 indlemmet i Sorø Kommune.
I Bjernede Sogn ligger Bjernede Kirke, som er Sjællands eneste eksisterende rundkirke.
I sognet findes følgende autoriserede stednavne:
- Birkehuse (bebyggelse)
- Bjernede Huse (bebyggelse, ejerlav)
- Bjernedegård (bebyggelse, ejerlav)
- Fulby (bebyggelse, ejerlav)
- Fulby Hestehave (bebyggelse)
- Højbjerg (bebyggelse)
- Rævebjerg (bebyggelse)
- Stokholtshuse (bebyggelse)
- Store Ebberup (bebyggelse, ejerlav)
- Teglmose (bebyggelse)